# Nemocnice Na Františku
Nemocnice Na Františku je příspěvkovou organizací městské části Praha 1. Je předním českým pracovištěm pro léčbu karcinomu prsu s největším počtem provedených operací prsu v Praze. Nachází se zde Sdružené onkologické centrum (SOC) ke Komplexnímu onkologickému centru (KOC) pražské Všeobecné fakultní nemocnice a Screeningové centrum kolorektálního karcinomu s onkochirurgickou poradnou.
Nemocnice poskytuje nepřetržitou zdravotní péči pacientům s problémy chirurgického, ortopedického či interního charakteru a dlouhodobě nemocným. Provozuje také řadu odborných ambulancí a poraden. Její ortopedické oddělení s navazujícími rehabilitačními službami je pro svou kvalitu vyhledávané i vrcholovými sportovci. Chirurgické oddělení bylo v roce 2016 ohodnoceno časopisem Týden jako nejlepší v Česku.
Ročně je v nemocnici hospitalizováno kolem 5,5 tisíce pacientů a dalších 80 tisíc je ošetřeno ambulantně. V současné době má nemocnice 159 lůžek, z toho 113 akutních a 46 lůžek následné péče. V nemocnici pracuje přibližně 330 zaměstnanců. Nemocnice provozuje dvě lékárny a prodejnu zdravotnických potřeb. Má vlastní stravovací úsek.
Nemocnice se nachází v centru Prahy na Dvořákově nábřeží v městské části Praha 1-Staré Město, na pravém břehu Vltavy.

## Historie

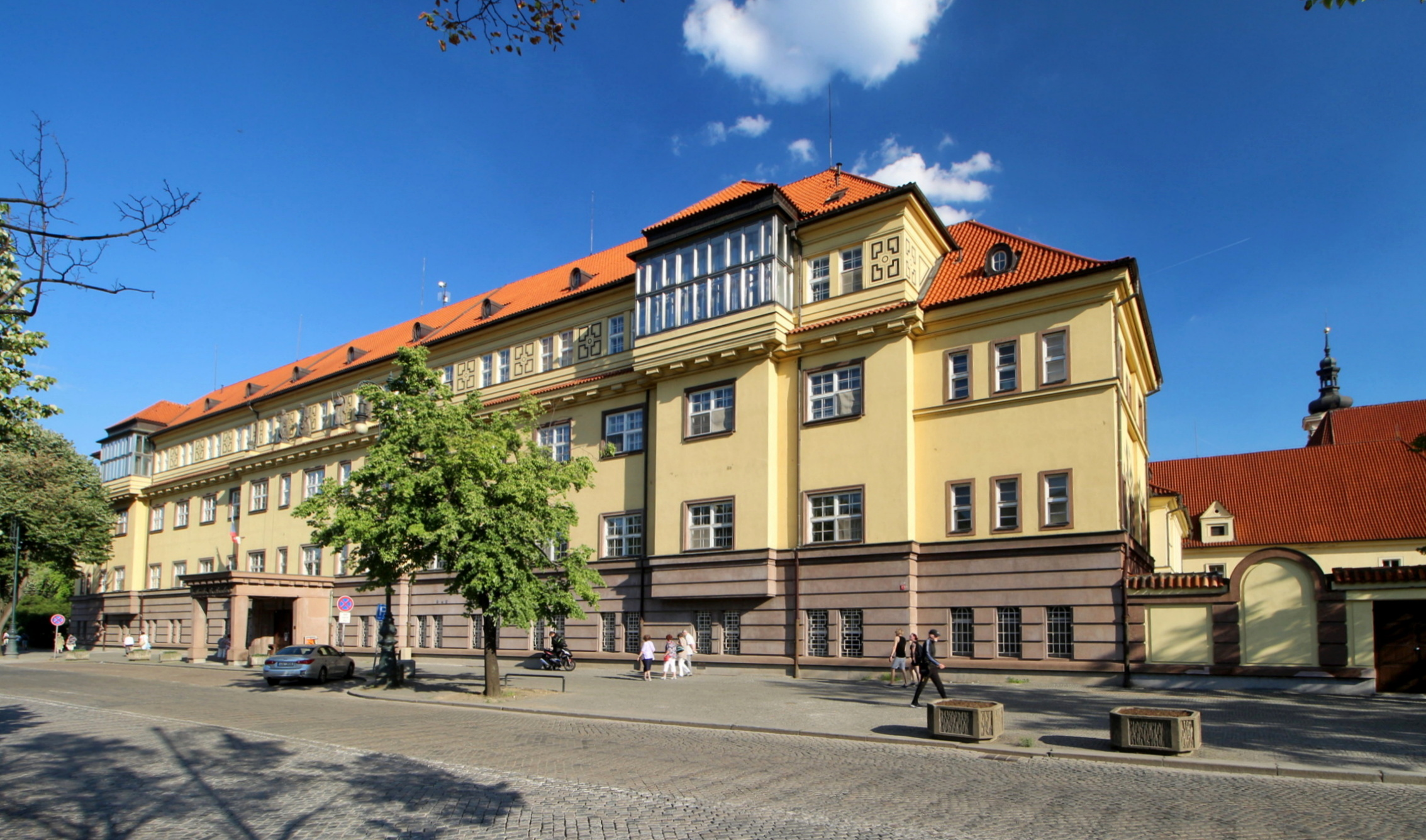
Nemocnice Na Františku, Dvořákovo nábřeží

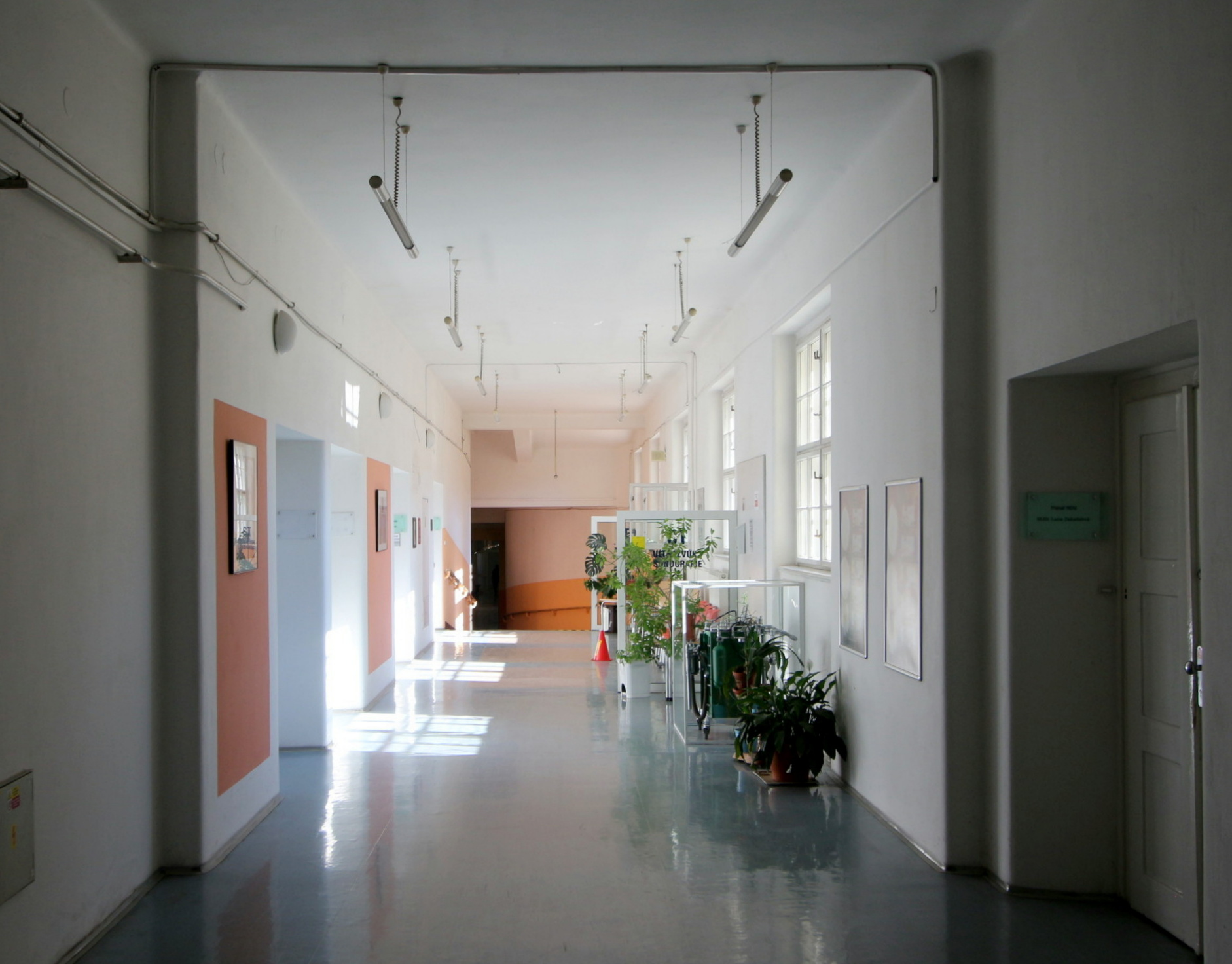
Interiér Nemocnice Na Františku

### Nejstarší dějiny
Historie pražské lokality Na Františku je spjata s péčí o nemocné nepřetržitě od 14. století. První zdravotnické zařízení zde vzniklo zřejmě již v polovině 14. století. Na vltavském nábřeží Starého Města z této doby je doložena existence špitálu s kaplí založené panem Bohuslavem z Olbramovic. Nedokončenou stavbu nechal dostavět první pražský arcibiskup Arnošt z Pardubic a kapli svatých Šimona a Judy v roce 1354 vysvětil. Jeho nástupce Jan Očko z Vlašimi s podporou císaře Karla IV. v roce 1368 založil nadaci, která zajistila provoz špitálu, tehdy s kapacitou 24 lůžek.

### Řád milosrdných bratří
Roku 1620 král Ferdinand II. pověřil správou nemocnice a péčí o nemocné řád milosrdných bratří, kteří si zde zřídili klášter. Ti špitál dále rozvíjeli, rozšířili kapacitu na 55 lůžek a zřídili zde lékárnu. Roku 1703 přibylo jedno poschodí a kapacita stoupla na téměř 90 pacientů.
Dalšího rozvoje se Nemocnice Na Františku dočkalo po daru císařovny Marie Terezie. Jako pobočka lékařské fakulty se nemocnice postupně stávala významným vědeckým a výzkumným střediskem. Syn Marie Terezie, Josef II. v roce 1783 schválil plány na další rozvoj nemocnice a do v čele nemocnice stanul prof. Dr. Jan Theobald Held, pozdější děkan fakulty a rektor Univerzity Karlovy.
V roce 1847 byla v nemocnici provedena první amputace končetiny v celkové éterové anestezii v Evropě. Operaci provedl chirurg dr. Celestýn Opitz.
Také další český panovník, císař František Josef I. s následníkem trůnu Františkem Ferdinandem d'Este, si při své návštěvě Prahy nemocnici prohlédli. Po jejich intervenci stoupla kapacita na 200 lůžek, čímž se nemocnice Na Františku stala největším zdravotnickým zařízením ve středních Čechách.

### 20. století - současnost
V roce 1926 byla dokončena nábřežní části objektu nemocnice, zejména díky získání finanční podpory zásluhou T. G. Masaryka, E. Beneše či papeže Pia XI.
V době nacistické okupace Čech a Moravy byl v nemocnici zřízen vojenský lazaret pro piloty Luftwaffe. Po druhé světové válce, roku 1950 byla nemocnice na Františku převedena do majetku státu a administrativně se stala součástí OÚNZ Praha 1. V roce 1965 bylo zřízeno první lůžkové anesteziologicko-resuscitační oddělení v tehdejším Československu.
Po sametové revoluci, roku 1992 se nemocnice osamostatňuje jako nový právní subjekt příspěvková organizace Nemocnice Na Františku, jejímž zřizovatelem je Městská část Praha 1.

## Osobnosti spojené s nemocnicí
lékaři
- Celestýn Opitz
- Theofil Šrámek
- Kristian Zeidler
- prof. Marko Anton Plenčič
- prof. Bayer
- prof. Václav Piťha
- dr. Kreisinger

pacienti
- Josef Dobrovský
- František Xaver Brixi
- Karel Ignác Thám
- Jan Werich
- Ljuba Hermanová
- Václav Havel
- Hana Hegerová